# We're All No One
«We're All No One» —en español: «No somos nadie»— es una canción realizado por las gemelas australianas Nervo bajo la producción del surinamés Afrojack y el estadounidense Steve Aoki. El sencillo fue lanzado digitalmente el 2 de septiembre de 2011 en Australia y los Estados Unidos y 16 de diciembre de 2011 en Bélgica. Fue lanzado en el Reino Unido e Irlanda el 11 de marzo de 2012.

## Video musical
Un vídeo musical para acompañar el lanzamiento de "We're All No One" fue lanzado fue estrenado en YouTube el 30 de octubre de 2011 con una duración de tres minutos y los segundos cuarenta y seis. Fue dirigido por Alex de Bonrepos y Trevor McFedries.

## Lista de canciones
| Descarga digital |                                                |          |  |
| N.º              | Título                                         | Duración |  |
| 1.               | «We're All No One» (Edit)                      | 3:20     |  |
| 2.               | «We're All No One» (NERVO Goes to Paris Remix) | 5:41     |  |
| 3.               | «We're All No One» (Hook N Sling Remix)        | 6:01     |  |
| 4.               | «We're All No One» (Dave Audé Club Mix)        | 8:14     |  |
| 5.               | «We're All No One» (Jungle Fiction Remix)      | 4:03     |  |
| 6.               | «We're All No One» (Original Mix)              | 3:36     |  |

| Descarga digital [Amazon] |                                                                               |          |  |
| N.º                       | Título                                                                        | Duración |  |
| 1.                        | «We're All No One» (UK Radio Edit) [feat. Afrojack & Steve Aoki])             | 3:29     |  |
| 2.                        | «We're All No One» (Nervo Goes to Paris Remix) [Feat. Afrojack & Steve Aoki]) | 5:40     |  |
| 3.                        | «We're All No One» (Hook N Sling Remix) [feat. Afrojack & Steve Aoki])        | 6:01     |  |
| 4.                        | «We're All No One» (Dave Audé Club Mix) [feat. Afrojack & Steve Aoki])        | 8:14     |  |
| 5.                        | «We're All No One» (Autoerotique Remix)                                       | 5:10     |  |
| 6.                        | «We're All No One» (Original Mix) [feat. Afrojack & Steve Aoki])              | 3:16     |  |

## Posicionamiento en listas
| Lista (2011-12)                             | Mejor posición |
| ------------------------------------------- | -------------- |
| Bélgica (Flandes) (Ultratip Bubbling Under) | 56             |
| Estados Unidos (Hot Dance Club Songs)       | 8              |
| Países Bajos (Mega Single Top 100)          | 89             |
| Reino Unido (UK Dance Chart)                | 27             |